# Campionato nordamericano femminile under 20 di calcio
Il Campionato nordamericano femminile under 20 di calcio (noto anche come CONCACAF Women's U-20 Championship) è la più importante competizione internazionale nordamericana di calcio femminile riservata alle atlete di età inferiore a 20 anni ed è disputato tra le Nazionali femminili Under-20 dei Paesi affiliati alla CONCACAF. Ha cadenza biennale e il primo torneo è stato disputato nel 2002. Le prime tre classificate guadagnano la qualificazione al Campionato mondiale femminile under 20 di calcio.
Campioni in carica sono il Canada, che hanno vinto l'edizione 2025.

## Edizioni
| 2002 | Trinidad e Tobago | Messico Stati Uniti | Messico Stati Uniti | Messico Stati Uniti |                          |                          |                          |
| 2004 | Canada            | Canada              | 2 - 1 (dts)         | Stati Uniti         | Costa Rica               | 4 - 3                    | Messico                  |
| 2006 | Messico           | Stati Uniti         | 3 - 2               | Canada              | Messico                  | 4 - 1                    | Giamaica                 |
| 2008 | Messico           | Canada              | 1 - 0               | Stati Uniti         | Messico                  | 2 - 2 3 - 2 (dtr)        | Costa Rica               |
| 2010 | Guatemala         | Stati Uniti         | 1 - 0               | Messico             | Costa Rica               | 1 - 0                    | Canada                   |
| 2012 | Panama            | Stati Uniti         | 2 - 1               | Canada              | Messico                  | 5 - 0                    | Panama                   |
| 2014 | Isole Cayman      | Stati Uniti         | 4 - 0               | Messico             | Costa Rica               | 7 - 3 (dts)              | Trinidad e Tobago        |
| 2015 | Honduras          | Stati Uniti         | 1 - 0               | Canada              | Messico                  | 2 - 0                    | Honduras                 |
| 2018 | Trinidad e Tobago | Messico             | 1 - 1 4 - 2 (dtr)   | Stati Uniti         | Haiti                    | 1 - 0                    | Canada                   |
| 2020 | Rep. Dominicana   | Stati Uniti         | 4 - 1               | Messico             | Haiti                    | girone                   | Rep. Dominicana          |
| 2022 | Rep. Dominicana   | Stati Uniti         | 2 - 0               | Messico             | Canada                   | 2 - 0                    | Porto Rico               |
| 2023 | Rep. Dominicana   | Messico             | 2 - 1               | Stati Uniti         | Canada                   | 5 - 3 (dts)              | Costa Rica               |
| 2025 | Costa Rica        | Canada              | 3 - 2 (dts)         | Messico             | Stati Uniti e Costa Rica | Stati Uniti e Costa Rica | Stati Uniti e Costa Rica |

## Medagliere
| Pos. | Paese       | Oro | Argento | Bronzo | Totale |
| ---- | ----------- | --- | ------- | ------ | ------ |
| 1    | Stati Uniti | 7   | 4       | 0      | 11     |
| 2    | Canada      | 3   | 3       | 2      | 8      |
| 3    | Messico     | 2   | 5       | 4      | 11     |
| 4    | Costa Rica  | 0   | 0       | 3      | 3      |
| 5    | Haiti       | 0   | 0       | 2      | 3      |